# Kamion
Kamion ili teretno vozilo je motorno vozilo veće od kombija, a služi za prijevoz većih količina tereta u cestovnom prometu.
Pojedine vrste kamiona imaju zasebne nazive:
- Kiper je kamion koji se koristi u građevinske svrhe, iza vozačke kabine se nalazi prostor (tzv. sanduk) koji je pričvršćen na njegov stražnji dio i po potrebi se može ukositi (u smjeri osi kamiona ili u smjeru okomitom na os kamiona) kako bi se iz nje ispraznio teret. Naziv dolazi od njemačke riječi "kippen", koja znači "nagnuti".
- Cisterna je kamion koji ima mogućnost prijevoza tekućih i rasutih tereta npr. naftinih derivata, vode, mlijeka i ostalog.
- Kamion kran (Kamion dizalica) je kamion koji ima mogućnost pomoću krana izvršiti istovar tereta koji vozi
- Šleper ili tegljač je vozilo koje za sobom vuče jednu ili više poluprikolica, a koristi se za prijevoz velike količine robe. Njegov naziv potječe od također njemačke riječi "schleppen", koja znači "vući".
- Labudica je poluprikolica koja na sebi prevozi teret, vozila ili radne strojeve koji su izvan normiranih gabarita (u pravilu one koji nisu namijenjeni za samostalan prijevoz cestom).

U engleskom jeziku, posebice u Americi truck se, osim kamiona, često opisuju terenci i pick-upovi dok se u hrvatskom jeziku za opis manjih kamiona i pick-upova često koristi riječ kamionet.

## Kategorije teretnih vozila
Vozačka dozvola izdaje se za upravljanje vozilima koja su svrstana u A1, A2, A, B, B + E, C1, C1 + E, C, C + E, D1, D1 + E, D, D + E, F, G, H i AM 	kategorije. U cestovnom prijevozu tereta danas poznajemo nekoliko različitih kategorija teretnih vozila za čije upravljanje vozač treba imati potrebnu kategoriju.
- C1 motorna vozila do 7.500 kg najveće dopuštene mase
- C1+E vučna vozila kategorije C1 i priključna vozila čija najveća dopuštena masa iznosi više od 750 kg, s time da najveća dopuštena masa tako nastale kombinacije vučnog i priključnog vozila ne smije prelaziti 12.000 kg
- C motorna vozila čija je najveća dopuštena masa iznad 7.500 kg
- C+E skupine vozilo koje se sastoje od vučnoga motornog vozila C kategorije i priključnog vozila čija najveća dopuštena masa iznosi više od 750 kg

## Proizvođači kamiona
- MAN -
- Mercedes Benz -
- Scania -
- Iveco -
- Fiat -
- Volvo -
- DAF -
- MACK -
- Ford -
- Kenworth -

## Galerija
- Kamion na rampi za carinski pregled
- Kamion s kranom za utovar i istovar tereta
- Kiper
- Kamion s poluprikolicom za specijalne terete
- Kamion–dizalica

## Vanjske poveznice
- Kamion Hrvatska tehnička enciklopedija, portal hrvatske tehničke baštine. LZMK